# Hailar
För floden med samma namn, se Hailarfloden.
Hailar, tidigare Hulun, är ett stadsdistrikt och administrativt centrum i Hulunbuirs stad på prefekturnivå i den autonoma regionen Inre Mongoliet, norra Kina. Det ligger omkring 1 100 kilometer nordost om regionhuvudstaden Hohhot.
Hailar grundades 1734 av Qingimperiet som ett fort i rikets gränstrakter och fick sitt namn från Hailarfloden som är belägen i närheten. 1920 ombildades orten till ett härad i Republiken Kina.
1931 ockuperades Hailar av japanska trupper och införlivades i lydstaten Manchukuo som huvudort i provinsen Norra "Xing'an". 1940 blev Hailar formellt obildad till stad.
Manchukuo återlämnades till Republiken Kina efter andra världskriget blev Hailar huvudstad i den nybildade Xing'an-provinsen, men förlorade denna ställning efter Folkrepubliken Kina drog om provinsgränserna flera gånger efter 1949, då Hailar blev huvudort i det mongoliska förbundet Hulubuir.
I samband med att Hulunbuir ombildades till en stad på prefekturnivå 2002 förlorade Hailar sin formella ställning som stad och blev istället ett stadsdistrikt i Hullunbuir. Eftersom Hulunbuirs vidsträckta territorium till större delen är stäpp och annan glesbygd är dock Hailar fortfarande i realiteten en stad.